# Vojna in mir (album)
Vojna in mir je četrti studijski album slovenske rock skupine Društvo mrtvih pesnikov, izdan leta 2008 pri založbi Menart Records. Album je napovedal izid singla "Naftalin" leta 2007, z albuma pa je izšlo še pet drugih singlov: "Komu zvoni", "Kisik", "Otrok", "Sveče" in "Superheroj". Slogovno album predstavlja odmik od prejšnjega pop rock sloga k bolj alternativnorockovski naravi pesmi – album zaznamujejo težji kitarski riffi in večja uporaba klaviatur, refreni pesmi pa so še vedno spevni in melodični. Naslovnica prikazuje osebo, ki nosi plinsko masko.
Med izdajo prejšnjega in tega albuma je minilo osem let. V tem času se je skupina preoblikovala: leta 2000 se je skupini pridružil znani klaviaturist Davor Klarič iz velenjske hard rock skupine Šank Rock, leta 2002 pa je zaradi nesoglasij skupino zapustil vokalist in ustanovni član Borut Tiran, katerega vlogo je prevzel kitarist Alan Vitezič. Skupini se je leta 2004 pridružil tudi kitarist Jernej Zoran, ki je kot član skupine ostal do leta 2009, nato pa je sporazumno odšel in se posvetil samostojnim projektom.

## Ozadje
Društvu mrtvih pesnikov se je na koncertih po izidu albuma 20:00 priključil legendarni slovenski klaviaturist Davor Klarič, ki je zvoku skupine dodal nov zven. Zdelo se je, da bend ni še nikoli zvenel tako dobro, a so se med člani skupine začela tiha nesoglasja. Ključno vprašanje, ki se je zastavljalo članom DMP-ja, je bilo: ali se vrniti k začetni, povsem nekomercialni usmeritvi skupine ali nadaljevati s preverjeno uspešno formulo pisanja hitov, ob katerih lahko predstaviš tudi "zahtevnejše" skladbe. Skupina se je istočasno prvič znašla tudi v primežu založniške hiše, ki se je za razliko od demokratičnega mnenja skupine zavzemala za izdajo pretežno lahkotnejših uspešnic. Bend je bil prisiljen sklepati mnoge kompromise. V takšnem vzdušju je novembra 2002 po zadnjem koncertu slovenske turneje 20:00 v novomeškem klubu LokalPatriot skupino zapustil eden od ustanovnih članov Borut Tiran.
Kljub temu so preostali trije člani nadaljevali z delom. Nastajale so nove skladbe in fantje so se redno dobivali na vajah. Obenem je v zraku visela potreba po kitaristu ali celo klaviaturistu, ki bi zapolnil vrzel, nastalo po Tiranovem odhodu. Po več neuspelih kombinacijah so v začetku leta 2004 člani skupine k sodelovanju povabili someščana Jerneja Zorana, odličnega kitarista, ki je bil kot mladostnik član več novomeških skupin (Minister Gregor, Madžars), nato osnoval rockovski Jernej Zoran trio (JZ3o) in obenem sodeloval s posavskimi Tunkami, rockabillyjskimi Lucky Cupids ter imel za sabo tudi nekaj lastnih avtorskih projektov (npr. Avgustovski kosci). Fantje so se odlično ujeli in Jernej je v Društvo mrtvih pesnikov vnesel trši kitarski zvok in občasne solistično-ritmične presežke.
V naslednjih letih je bend nastopal le priložnostno, saj se je posvečal pretežno ustvarjanju novega albuma. Pred snemanjem novega materiala so se DMP novembra 2005 odpravili na Inkognito tour: serijo treh koncertov v Brežicah, ljubljanskem Orto baru in novomeškem LokalPatriotu, kjer so nastopili povsem nenajavljeni pred naključnimi obiskovalci, katerim so predstavili izključno novonastajajoči material.

## Kompozicija
Album tematsko obravnava predvsem ljubezen ("Kisik", "Monsun", "Slana", "Bojna črta", "Sveče", "Trampolin" in "Heroin"). Besedilo pesmi "Komu zvoni" je sestavljeno iz naslovov svetovnih literarnih del, kot so: Komu zvoni (Ernest Hemingway), Vojna in mir (Lev Tolstoj), Plešasta pevka (Eugène Ionesco), Svetloba v avgustu (William Faulkner), Spet najdeni čas (Marcel Proust), Proces (Franz Kafka), Tri sestre (Anton Čehov), Tujec (Albert Camus), Hiša lutk (Henrik Ibsen) in Vzhodno od raja (John Steinbeck); pa tudi nekaj del slovenskih avtorjev, na primer: Zvenenje v glavi (Drago Jančar), Hlapci ter Na klancu (Ivan Cankar) in Vampir z Gorjancev (Mate Dolenc).

## Snemanje
Skladbe so posneli v Studiu Jork v Dekanih delno že januarja 2005 ter nato večji del junija 2006, več kot leto dni pa so jih člani skupine skupaj s producentom Žaretom Pakom pilili v ljubljanskem Studiu KifKif. Jeseni 2007 je bil lansiran prvi singel "Naftalin" (dokončan v Hannovru), za katerega je bil v ljubljanskem hotelu Bellevue posnet videospot v režiji Klemna Dvornika. Po rekordnem enomesečnem miksu na novi studijski konzoli SSL v novomeškem Studiu RSL je album Vojna in mir z 12 novimi avtorskimi skladbami izšel pri založbi Menart v mesecu maju 2008.

## Promocija
Skupina je promocijsko turnejo začela že aprila 2008, mesec pred izdajo albuma. "Komu zvoni" je spomladi 2008 postal drugi singl, videospot zanj pa je animiran, delo skupine Restart in režiserja Aleša Žemlje. Jeseni 2008 je izšel še tretji singl "Kisik" (videospot posnet v režiji Klemna Dvornika in v sodelovanju s Festivalom Novo mesto), v začetku leta 2009 pa je skladba doživela še remiks (Deejay time). Sledil je singel "Otrok", skladba, ki je bila posneta v sodelovanju z Otroškim pevskim zborom OŠ Grm, novembra 2009 pa še "Sveče" (tudi zanje je videospot režiral Klemen Dvornik v sodelovanju z direktorjem fotografije Milošem Srdićem). Konec leta 2009 je Jernej Zoran skupino sporazumno zapustil, ki je z DMP še nekaj časa po izidu albuma sodeloval kot koncertni kitarist, nato pa se je posvetil samostojnim glasbenim projektom. Spomladi 2010 so DMP skupaj z videospotom lansirali singl "Superheroj" v režiji Klemna Dvornika ter s tem zaokrožili več kot uspešno večletno koncertno turnejo Vojna in mir.

## Seznam pesmi
Vso glasbo in vsa besedila je napisal Alan Vitezič, razen kjer je to navedeno. Vse pesmi sta aranžirala skupina Društvo mrtvih pesnikov in Žarko Pak.
| Št. | Naslov       | Besedilo                 | Glasba             | Dolžina |
| --- | ------------ | ------------------------ | ------------------ | ------- |
| 1.  | „Komu zvoni‟ | Vitezič, Tomaž Koncilija |                    | 4:19    |
| 2.  | „Naftalin‟   |                          |                    | 3:48    |
| 3.  | „Kisik‟      | Vitezič, Jernej Zoran    | Vitezič, Zoran     | 3:59    |
| 4.  | „Monsun‟     |                          |                    | 4:08    |
| 5.  | „Slana‟      | Vitezič, Koncilija       |                    | 3:38    |
| 6.  | „Superheroj‟ |                          | Zoran              | 3:50    |
| 7.  | „Bojna črta‟ |                          |                    | 5:11    |
| 8.  | „Otrok‟      |                          |                    | 4:51    |
| 9.  | „Sveče‟      |                          | Vitezič, Koncilija | 4:52    |
| 10. | „Trampolin‟  | Vitezič, Koncilija, Pak  | Vitezič, Pak       | 4:37    |
| 11. | „Kje‟        | Zoran                    | Zoran              | 3:40    |
| 12. | „Heroin‟     |                          |                    | 4:57    |

## Zasedba
Društvo mrtvih pesnikov
- Alan Vitezič — vokal, kitara
- Jernej Zoran — kitara
- Marko Zajc — bobni, fotografiranje
- Tomaž Koncilija — bas kitara
- Davor Klarič — klaviature